# Étrun
Étrun est une commune française située dans le département du Pas-de-Calais en région Hauts-de-France. Ses habitants sont appelés les Strumensiens.
La commune fait partie de la communauté urbaine d'Arras qui regroupe 46 communes et compte 109 776 habitants en 2021.

## Géographie

### Localisation
Localisée dans le sud-est du département du Pas-de-Calais, Étrun est une commune située, à vol d'oiseau, à 6 km au nord-ouest de la commune d’Arras (chef-lieu d'arrondissement et préfecture du Pas-de-Calais).
Le territoire de la commune est limitrophe de ceux de cinq communes.
Les communes limitrophes sont  Agnez-lès-Duisans, Duisans, Haute-Avesnes, Marœuil et Mont-Saint-Éloi.

### Géologie et relief
La superficie de la commune est de 2,22 km2 ; son altitude varie de 58  à   107 m.

### Hydrographie

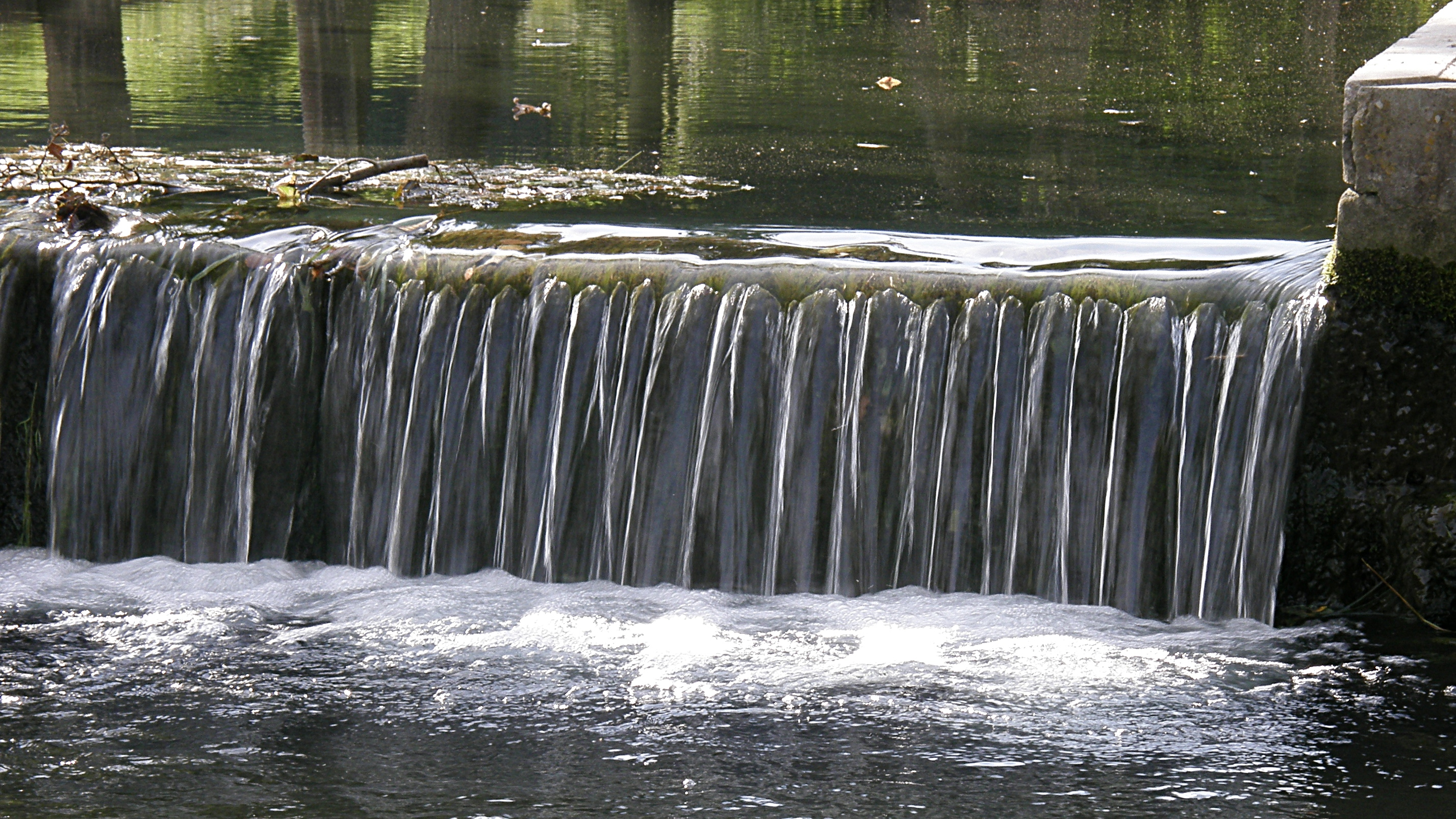
Le Gy et sa petite cascade à Étrun.

Le territoire de la commune est situé dans le bassin Artois-Picardie.
La commune est traversée par le Gy, d'une longueur de 8,09 km, qui prend sa source dans la commune de Montenescourt et se jette dans la rivière Scarpe au niveau de la commune de Duisans.

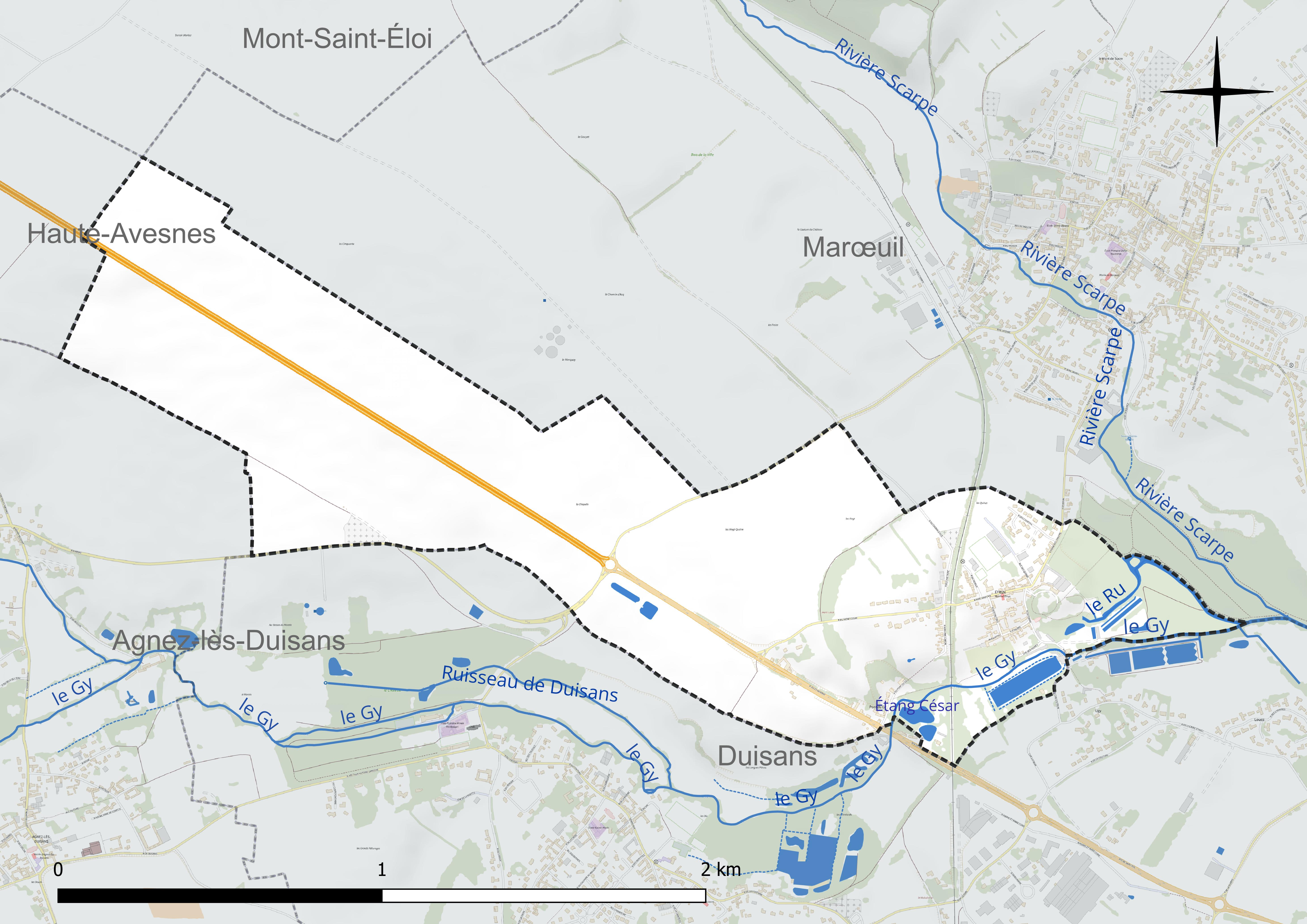
Réseau hydrographique d'Étrun.

### Climat
Pour des articles plus généraux, voir Climat des Hauts-de-France et Climat du Pas-de-Calais.
En 2010, le climat de la commune est de type climat océanique dégradé des plaines du Centre et du Nord, selon une étude du CNRS s'appuyant sur une série de données couvrant la période 1971-2000. En 2020, Météo-France publie une typologie des climats de la France métropolitaine dans laquelle la commune est exposée à un climat océanique et est dans la région climatique Nord-est du bassin Parisien, caractérisée par un ensoleillement médiocre, une pluviométrie moyenne régulièrement répartie au cours de l’année et un hiver froid (3 °C).
Pour la période 1971-2000, la température annuelle moyenne est de 10,2 °C, avec une amplitude thermique annuelle de 14,4 °C. Le cumul annuel moyen de précipitations est de 756 mm, avec 12,2 jours de précipitations en janvier et 8,8 jours en juillet. Pour la période 1991-2020, la température moyenne annuelle observée sur la station météorologique la plus proche, située sur la commune de Wancourt à 14 km à vol d'oiseau, est de 10,8 °C et le cumul annuel moyen de précipitations est de 711,4 mm,. Pour l'avenir, les paramètres climatiques de la commune estimés pour 2050 selon différents scénarios d'émission de gaz à effet de serre sont consultables sur un site dédié publié par Météo-France en novembre 2022.

### Milieux naturels et biodiversité

#### Espace protégé et géré
La protection réglementaire est le mode d’intervention le plus fort pour préserver des espaces naturels remarquables et leur biodiversité associée.
Dans ce cadre, le territoire de la commune fait partie d'un espace protégé : le marais de Marœuil d’une superficie de 20,411 ha. Terrain géré (location, convention de gestion) par le Conservatoire d'espaces naturels des Hauts-de-France.

#### Zone naturelle d'intérêt écologique, faunistique et floristique
L’inventaire des zones naturelles d'intérêt écologique, faunistique et floristique (ZNIEFF) a pour objectif de réaliser une couverture des zones les plus intéressantes sur le plan écologique, essentiellement dans la perspective d’améliorer la connaissance du patrimoine naturel national et de fournir aux différents décideurs un outil d’aide à la prise en compte de l’environnement dans l’aménagement du territoire.
Le territoire communal comprend une ZNIEFF de type 1 : la  haute vallée de la Scarpe entre Frévin-Cappelle et Anzin-St-Aubin, le bois de Maroeuil et la vallée du Gy en aval de Gouves. Cette ZNIEFF, d’une superficie de 702 ha et d'une altitude variant de 60  à   115 m, s'inscrit dans une région agricole, dans une plaine dénudée avec deux vallées verdoyantes, celles de la Scarpe et du Gy.

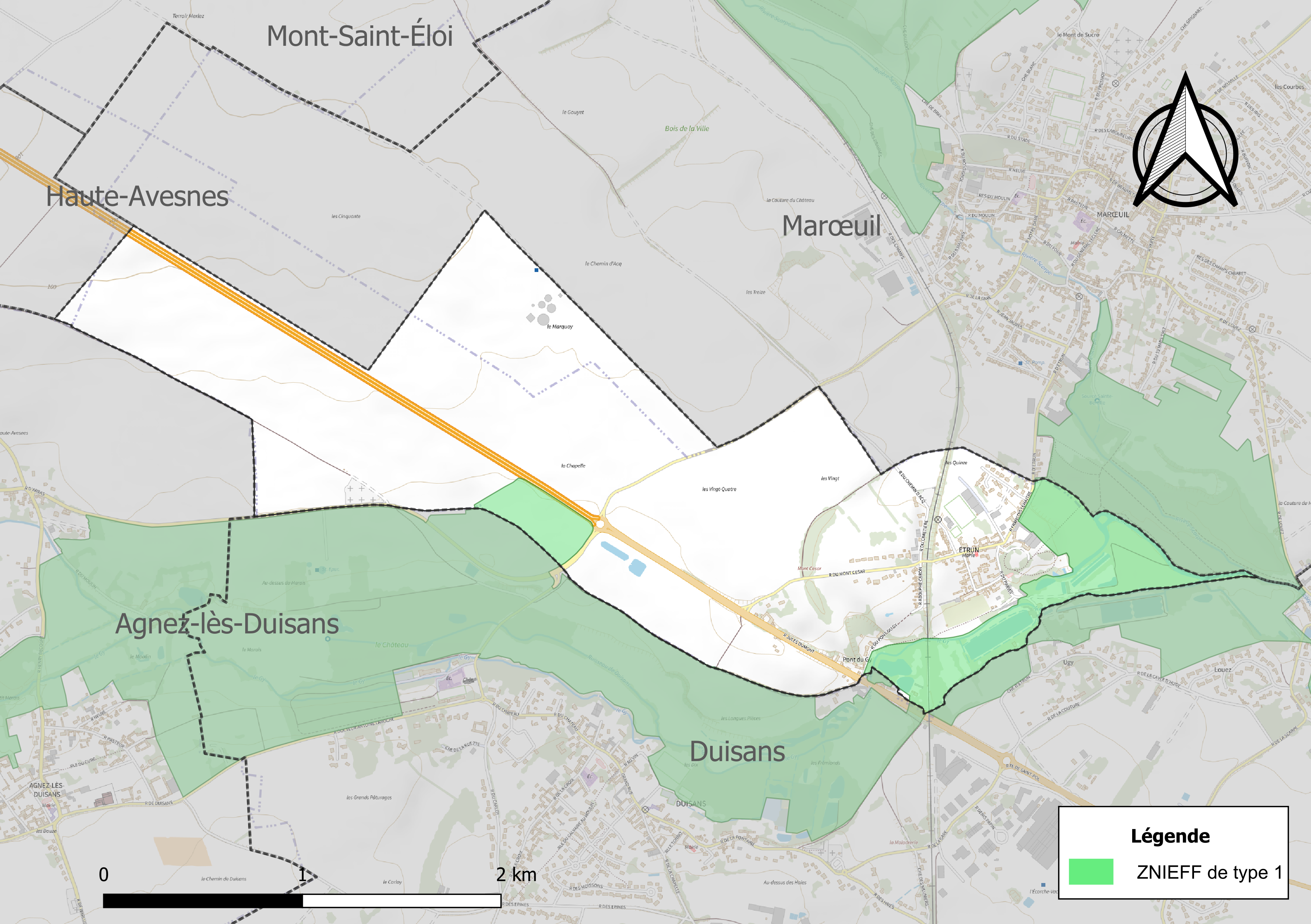
Carte de la ZNIEFF sur la commune.

## Urbanisme

### Typologie
Au 1er janvier 2024, Étrun est catégorisée ceinture urbaine, selon la nouvelle grille communale de densité à sept niveaux définie par l'Insee en 2022.
Elle appartient à l'unité urbaine d'Arras, une agglomération intra-départementale regroupant 15  communes, dont elle est une commune de la banlieue,,. Par ailleurs la commune fait partie de l'aire d'attraction d'Arras, dont elle est une commune de la couronne,. Cette aire, qui regroupe 163 communes, est catégorisée dans les aires de 50 000 à moins de 200 000 habitants,.

### Occupation des sols
L'occupation des sols de la commune, telle qu'elle ressort de la base de données européenne d’occupation biophysique des sols Corine Land Cover (CLC), est marquée par l'importance des territoires agricoles (87,2 % en 2018), une proportion sensiblement équivalente à celle de 1990 (87,7 %). La répartition détaillée en 2018 est la suivante : 
terres arables (73,6 %), prairies (11 %), zones urbanisées (7,5 %), forêts (4,5 %), zones agricoles hétérogènes (2,6 %), zones industrielles ou commerciales et réseaux de communication (0,8 %). L'évolution de l’occupation des sols de la commune et de ses infrastructures peut être observée sur les différentes représentations cartographiques du territoire : la carte de Cassini (XVIIIe siècle), la carte d'état-major (1820-1866) et les cartes ou photos aériennes de l'IGN pour la période actuelle (1950 à aujourd'hui).

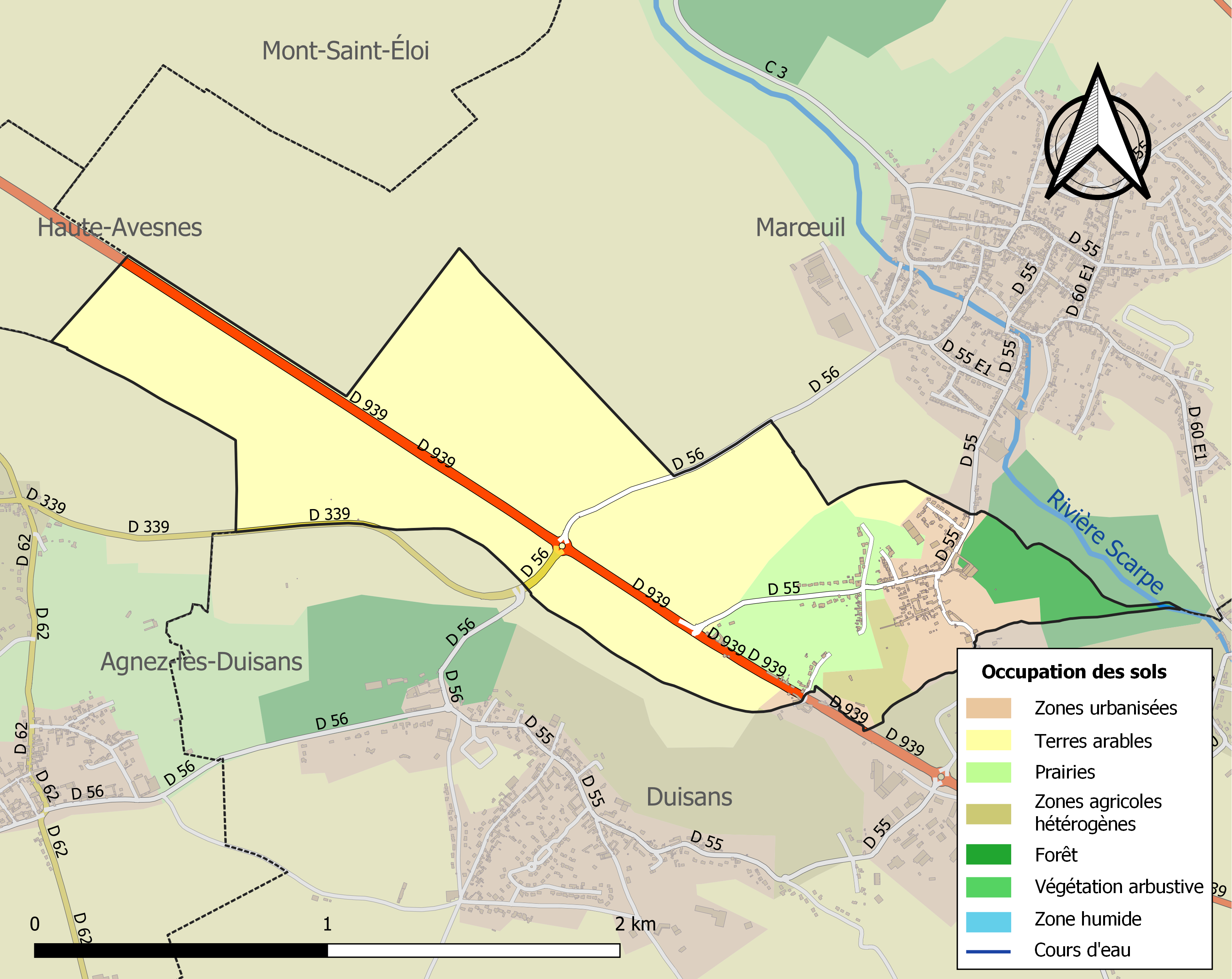
Carte des infrastructures et de l'occupation des sols de la commune en 2018 (CLC).

### Voies de communication et transports

#### Voies de communication
La commune est desservie par la route départementale D 939 qui relie Le Touquet-Paris-Plage et Arras.

#### Transport ferroviaire
La commune se trouve à 8 km, au nord-ouest, de la gare d'Arras, située sur la ligne de Paris-Nord à Lille, desservie par des TGV inOui et des trains régionaux du réseau TER Hauts-de-France.

## Toponymie

### Attestations anciennes
Le nom de la localité est attesté sous les formes Stroms au IXe siècle ; Estrum en 1053 ; Estrom en 1104 ; Strummum en 1115 ; Strumum en 1135 ; Struem en 1141 ; Stroem en 1155 ; Estruhem en 1179 ; Strumh en 1180 ; Struhem, Strumæ au XIIe siècle ; Estruem en 1227 ; Estroem au XIIIe siècle ; Estrem en 1302 ; Estrein en 1315 ; Estrain-l’Abbie en 1324 ; Estren en 1326 ; Struen en 1332 ; Estreun en 1363 ; Estrehem en 1402 ; Estrumes en 1403 ; Estroen en 1442 ; Estrunæ en 1551 ; Estrun au XVIIIe siècle, Etrun en 1793 ; Etrun et Étrun 1801.
Stroom en flamand.

### Étymologie
Toponyme dérivant du germanique strom, « cours d'eau ».

## Histoire
La commune est installée sur l'emplacement d'un ancien oppidum (agglomération fortifiée celtique) dont on peut encore discerner les remparts dans la topographie. Il s'agissait vraisemblablement de la capitale des Atrébates, peuple gaulois occupant le Sud-Est du Pas-de-Calais.
En 881, Louis le gros fait construire un retranchement où « il ne put trouver quelqu'un à qui confier cette forteresse pour la défendre »
L'histoire de cette commune est marquée par la vie de l'abbaye des Dames d'Étrun. Pour être admises à l’abbaye bénédictine d’Étrun, les religieuses devaient faire la preuve de huit quartiers de noblesse, quatre paternels et quatre maternels. Toutes issues de la haute noblesse, les dames et demoiselles de l’abbaye d’Étrun recrutaient leurs servantes dans les familles bourgeoises et nobles de moins grande richesse.
Pendant la Première guerre mondiale, des soldats français affectés sur le front de l'Artois ont séjourné sur la commune, par exemple en février 1915.
La commune est décorée de la croix de guerre 1914-1918 par décret du 23 septembre 1920, distinction également attribuée à 276 autres communes du Pas-de-Calais.

## Politique et administration

### Découpage territorial
La commune se trouve dans l'arrondissement d'Arras du département du Pas-de-Calais, depuis 1801.

#### Commune et intercommunalités
La commune est membre de la communauté urbaine d'Arras.

#### Circonscriptions administratives
La commune est rattachée au canton d'Arras-1. Avant le redécoupage cantonal de 2014, elle était, depuis 1991, rattachée au canton de Dainville.

#### Circonscriptions électorales
Pour l'élection des députés, la commune fait partie de la deuxième circonscription du Pas-de-Calais.

### Élections municipales et communautaires

#### Liste des maires
| Période                                  | Période                       | Identité          | Étiquette   | Qualité                                                                           |
| ---------------------------------------- | ----------------------------- | ----------------- | ----------- | --------------------------------------------------------------------------------- |
| Les données manquantes sont à compléter. |                               |                   |             |                                                                                   |
| 1947                                     | 1971                          | Gabriel Ducroquet |             | Agriculteur                                                                       |
| 1971                                     | 1983                          | Adolphe Caron     |             |                                                                                   |
| avant 1995                               | ?                             | Jules Dumont      |             | Chef d'entreprise                                                                 |
| mars 2001                                | En cours (au 19 février 2022) | Michel Mathissart | PS puis DVC | Ancien cadre Conseiller départemental depuis 2021 Réélu pour le mandat 2020-2026, |

## Équipements et services publics

### Espaces publics
La commune fait partie des villages labellisés Village Patrimoine, qui œuvrent à mettre en avant leurs patrimoines matériels et/ou immatériels (historique, culturel, naturel, architectural, etc.).

### Justice, sécurité, secours et défense
La commune dépend du tribunal judiciaire d'Arras, du conseil de prud'hommes d'Arras, de la cour d'appel de Douai, du tribunal de commerce d'Arras, du tribunal administratif de Lille, de la cour administrative d'appel de Douai, du pôle nationalité du tribunal judiciaire d’Arras et du tribunal pour enfants d'Arras.

## Population et société

### Démographie
Les habitants sont appelés les Strumensiens.

#### Évolution démographique
L'évolution du nombre d'habitants est connue à travers les recensements de la population effectués dans la commune depuis 1793. Pour les communes de moins de 10 000 habitants, une enquête de recensement portant sur toute la population est réalisée tous les cinq ans, les populations de référence des années intermédiaires étant quant à elles estimées par interpolation ou extrapolation. Pour la commune, le premier recensement exhaustif entrant dans le cadre du nouveau dispositif a été réalisé en 2006.

En 2022, la commune comptait 326 habitants, en évolution de +2,84 % par rapport à 2016 (Pas-de-Calais : −0,72 %, France hors Mayotte : +2,11 %).
| 1793 | 1800 | 1806 | 1821 | 1831 | 1836 | 1841 | 1846 | 1851 |
| ---- | ---- | ---- | ---- | ---- | ---- | ---- | ---- | ---- |
| 190  | 200  | 220  | 219  | 237  | 234  | 251  | 263  | 268  |

| 1856 | 1861 | 1866 | 1872 | 1876 | 1881 | 1886 | 1891 | 1896 |
| ---- | ---- | ---- | ---- | ---- | ---- | ---- | ---- | ---- |
| 282  | 292  | 298  | 308  | 296  | 283  | 294  | 265  | 248  |

| 1901 | 1906 | 1911 | 1921 | 1926 | 1931 | 1936 | 1946 | 1954 |
| ---- | ---- | ---- | ---- | ---- | ---- | ---- | ---- | ---- |
| 236  | 256  | 230  | 293  | 236  | 232  | 247  | 269  | 324  |

| 1962 | 1968 | 1975 | 1982 | 1990 | 1999 | 2006 | 2011 | 2016 |
| ---- | ---- | ---- | ---- | ---- | ---- | ---- | ---- | ---- |
| 378  | 414  | 367  | 302  | 336  | 326  | 329  | 335  | 317  |

| 2021 | 2022 | - | - | - | - | - | - | - |
| ---- | ---- | - | - | - | - | - | - | - |
| 321  | 326  | - | - | - | - | - | - | - |

#### Pyramide des âges
En 2018, le taux de personnes d'un âge inférieur à 30 ans s'élève à 31,7 %, soit en dessous de la moyenne départementale (36,7 %). À l'inverse, le taux de personnes d'âge supérieur à 60 ans est de 26,3 % la même année, alors qu'il est de 24,9 % au niveau départemental.
En 2018, la commune comptait 154 hommes pour 156 femmes, soit un taux de 50,32 % de femmes, légèrement inférieur au taux départemental (51,5 %).
Les pyramides des âges de la commune et du département s'établissent comme suit.
| Hommes | Classe d’âge | Femmes |
| ------ | ------------ | ------ |
| 0,0    | 90 ou +      | 2,0    |
| 7,3    | 75-89 ans    | 11,2   |
| 17,1   | 60-74 ans    | 15,0   |
| 20,4   | 45-59 ans    | 24,7   |
| 20,2   | 30-44 ans    | 18,5   |
| 14,9   | 15-29 ans    | 11,8   |
| 20,1   | 0-14 ans     | 16,7   |

| Hommes | Classe d’âge | Femmes |
| ------ | ------------ | ------ |
| 0,5    | 90 ou +      | 1,6    |
| 5,6    | 75-89 ans    | 8,9    |
| 16,7   | 60-74 ans    | 18,1   |
| 20,2   | 45-59 ans    | 19,2   |
| 18,9   | 30-44 ans    | 18,1   |
| 18,2   | 15-29 ans    | 16,2   |
| 19,9   | 0-14 ans     | 17,9   |

## Culture locale et patrimoine

### Lieux et monuments

#### Site classé
Un site classé ou inscrit est un espace (naturel, artistique, historique…) profitant d'une conservation en l'état (entretien, restauration, mise en valeur...) ainsi que d'une préservation de toutes atteintes graves (destruction, altération, banalisation...) en raison de son caractère remarquable au plan paysager. Un tel site justifie un suivi qualitatif, notamment effectué via une autorisation préalable pour tous travaux susceptibles de modifier l'état ou l'apparence du territoire protégé.
Dans ce cadre, la commune présente un site classé par arrêté du 15 novembre 1912 : les parcelles suivantes au lieu dit le bois du mont César : 23, 26 à 29, 30p, 32, 33 section A 5.

#### Monuments historiques
- La Chapelle votive Notre-Dame-de-Pitié fait l’objet d’une inscription au titre des monuments historiques, par arrêté, depuis le 16 juillet 1970[40].
  - Sur le dessus de la porte on peut lire : « … trois demoiselles religieuses d'Etrun … l'an 1624 ont fessé batard ces chapelle de Notre Dame de Pitié … »
  - La légende dit que trois religieuses ont été emmenées par un cheval emballé et qu'elles ont juré qu'elles bâtiraient une chapelle à l'endroit où le cheval s'arrêterait.
  - Il semble que la route de Saint-Pol à cette époque passait à cet endroit, son tracé fut rectifié ultérieurement.
- La maison de campagne de monseigneur de la Tour-d'Auvergne est une propriété, comprenant une partie de l'oppidum gaulois, qui fait l’objet d’une inscription au titre des monuments historiques depuis le 29 novembre 1985 et le 26 février 1993[41] et où subsistent des vestiges de l'ancienne abbaye des Dames[42],[43].

#### Autres monuments
- L'oppidum d'Etrun est un site fortifié d'une superficie de 42 ha. C’est le seul connu sur le territoire des Atrébates dont il fut sans doute le chef-lieu. Il a une forme ovale de 840 x 560 m. Son rempart haut de 7 à 8 m n’est conservé que dans ses parties orientale et occidentale. L’intérieur du site n’a pas fait l'objet de véritables fouilles archéologiques. Les objets mis au jour sont datés de l'âge du fer (La Tène) : quelques monnaies et céramiques[44].
- Le monument aux morts[45].
- L'église Saint-Nicolas. Cette église est le seul vestige de l'abbaye bénédictine de femmes de la haute noblesse, fondée au XIe siècle[46]. Cette église héberge 13 éléments patrimoniaux répertoriés dans la base Palissy dont cinq sont classés au titre d'objet des monuments historiques[47].
- Le cimetière militaire de Duisans, situé sur le territoire de la commune à deux kilomètres à l'ouest.

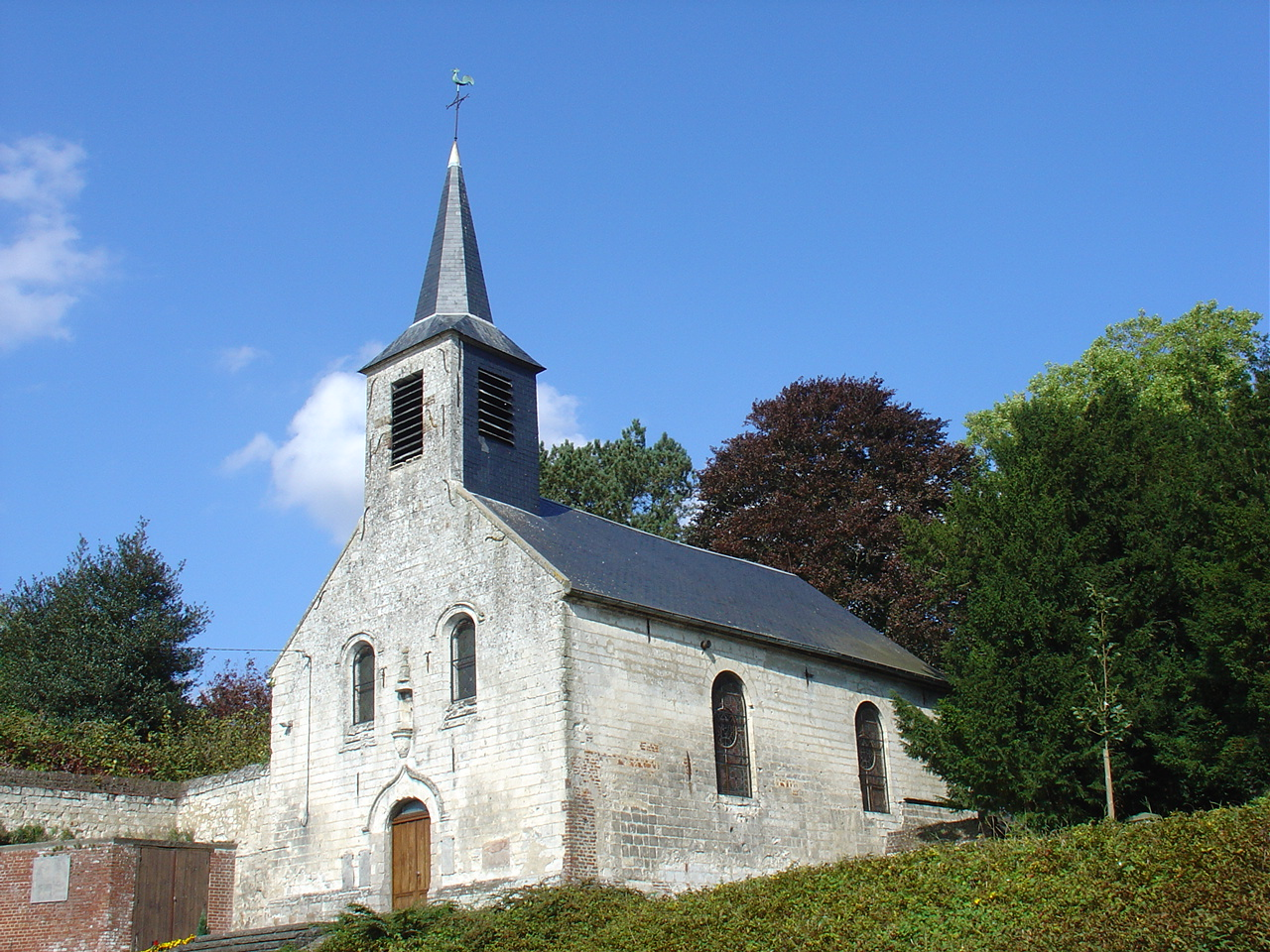
L'église Saint-Nicolas.
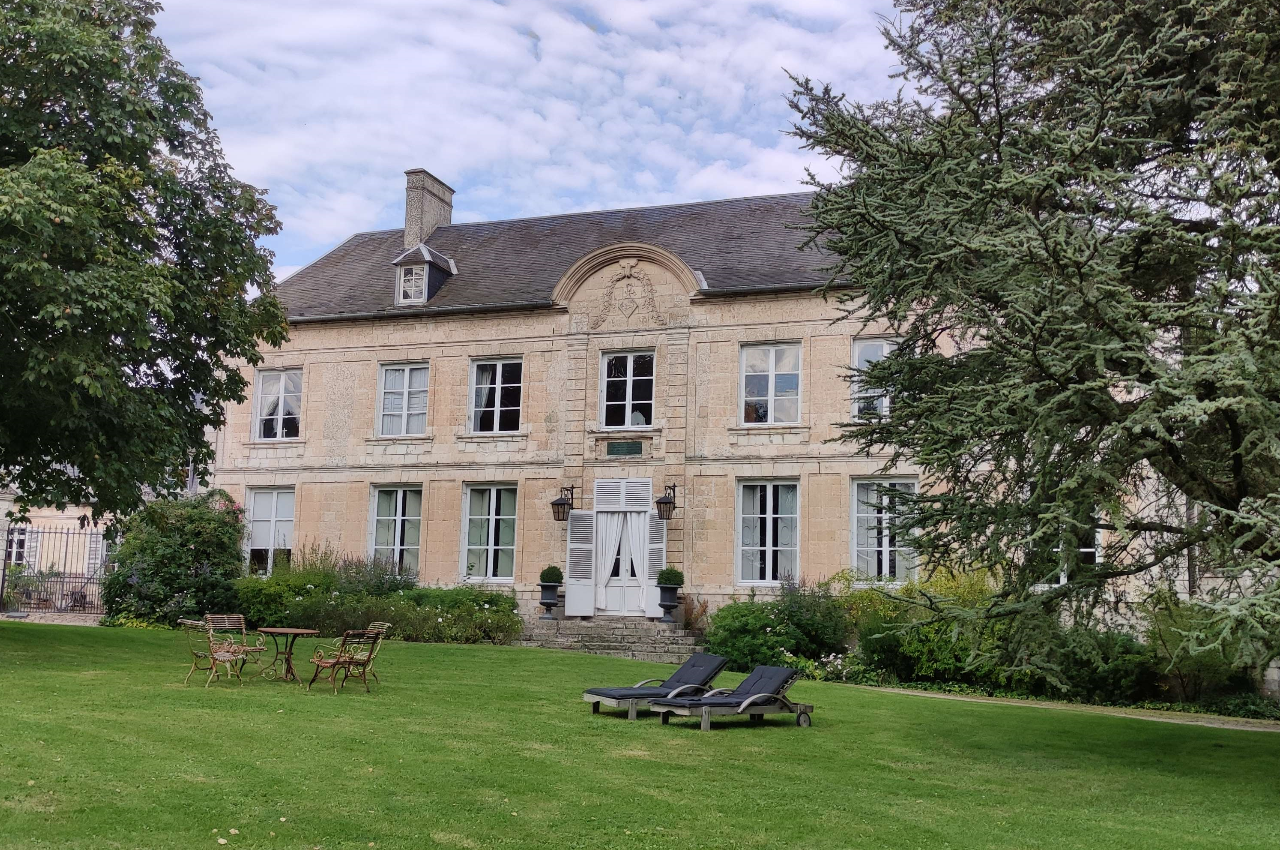
Ancienne abbaye des Dames d'Étrun.
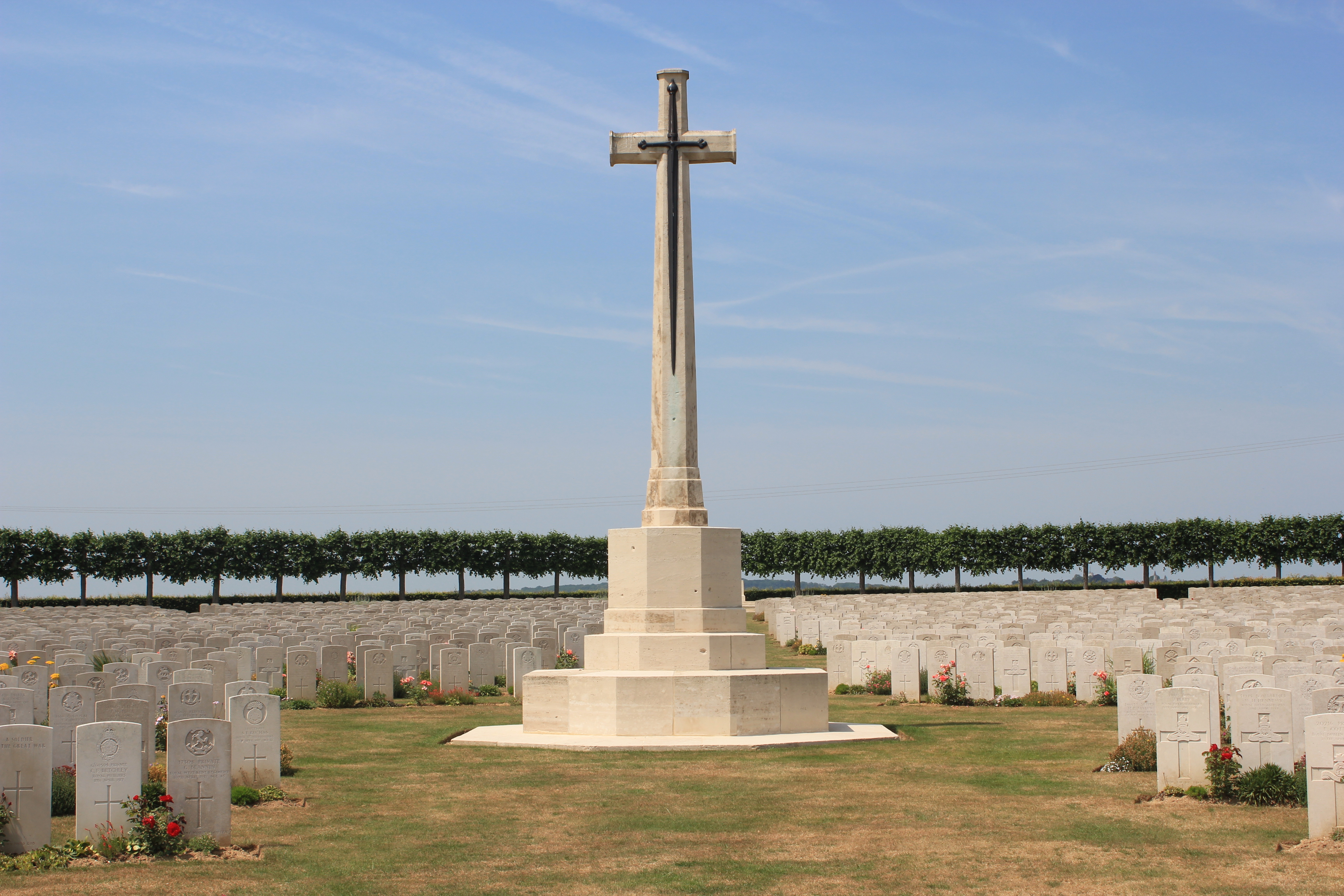
Le cimetière militaire de Duisans.

### Héraldique
| Blason de Étrun | Blason  | Parti : au 1er parti émanché de trois pièces de sable et d'or, au 2e d'azur à la crosse contournée d'or tenue par un dextrochère de carnation, mouvant de l'émanché et brochant sur le tout. Ornements extérieursCroix de guerre 1914-1918 |
| Blason de Étrun | Détails | Armes de l'abbaye bénédictine des Dames. Adopté par la municipalité en 1968. |

.

## Pour approfondir